# Panicum
Panicum L., 1753 è un genere di piante della famiglia della Poacee (o Gramineae, nom. cons.), comprendente oltre 250 specie di erbe annue e perenni, alte 1–3 m.
Il genere è largamente rappresentato nelle regioni tropicali, alcune specie vivono anche nei climi temperati.

## Tassonomia
Il genere comprende le seguenti specie:
- Panicum acrotrichum Hook.f.
- Panicum aequinerve Nees
- Panicum afzelii Sw.
- Panicum alatum Zuloaga & Morrone
- Panicum aldabrense Renvoize
- Panicum altum Hitchc. & Chase
- Panicum amarum Elliott
- Panicum ambositrense A.Camus
- Panicum amoenum Balansa
- Panicum anabaptistum Steud.
- Panicum andringitrense A.Camus
- Panicum ankarense A.Camus
- Panicum aquarum Zuloaga & Morrone
- Panicum aquaticum Poir.
- Panicum arbusculum Mez
- Panicum arcurameum Stapf
- Panicum aristispiculum (B.K.Simon) Zuloaga
- Panicum assumptionis Stapf
- Panicum atrosanguineum Hochst. ex A.Rich.
- Panicum australiense Domin
- Panicum aztecanum Zuloaga & Morrone
- Panicum bambusiusculum Stapf
- Panicum bartlettii Swallen
- Panicum bechuanense Bremek. & Oberm.
- Panicum beecheyi Hook. & Arn.
- Panicum bergii Arechav.
- Panicum bisulcatum Thunb.
- Panicum boivinianum (Steud.) T.Durand & Schinz
- Panicum bombycinum B.K.Simon
- Panicum brassianum (B.K.Simon) Zuloaga
- Panicum brevifolium L.
- Panicum buncei F.Muell. ex Benth.
- Panicum × calliphyllum Ashe
- Panicum callosum Hochst. ex A.Rich.
- Panicum calocarpum Berhaut
- Panicum calvum Stapf
- Panicum campestre Nees ex Trin.
- Panicum capillare L.
- Panicum capillarioides Vasey
- Panicum capuronii A.Camus
- Panicum carneovaginatum Renvoize
- Panicum caudiglume Hack.
- Panicum cayennense Lam.
- Panicum cervicatum Chase
- Panicum chambeshii Renvoize
- Panicum chaseae Roseng., B.R.Arrill. & Izag.
- Panicum chillagoanum B.K.Simon
- Panicum chionachne Mez
- Panicum chloroleucum Griseb.
- Panicum cinctum Hack.
- Panicum clarksonianum (B.K.Simon) Zuloaga
- Panicum coloratum L.
- Panicum complanatum Guglieri, Longhi-Wagner & Zuloaga
- Panicum congoense Franch.
- Panicum cristatellum Keng
- Panicum crystallinum Judz. & Voronts.
- Panicum cupressifolium A.Camus
- Panicum curviflorum Hornem.
- Panicum danguyi A.Camus
- Panicum deciduum Swallen
- Panicum decolorans Kunth
- Panicum decompositum R.Br.
- Panicum delicatulum Fig. & De Not.
- Panicum deschampsioides Domin
- Panicum dewinteri J.G.Anderson
- Panicum dichotomiflorum Michx.
- Panicum diffusum Sw.
- Panicum dolichoadenotrichum A.Camus
- Panicum dorsense S.M.Phillips
- Panicum dregeanum Nees
- Panicum effusum R.Br.
- Panicum eickii Mez
- Panicum elegantissimum Hook.f.
- Panicum ephemeroides Zuloaga & Morrone
- Panicum ephemerum Renvoize
- Panicum exiguum Mez
- Panicum fasciculiforme Mez
- Panicum fauriei Hitchc.
- Panicum fischeri Bor
- Panicum flacourtii A.Camus
- Panicum flexile (Gatt.) Scribn.
- Panicum fluviicola Steud.
- Panicum foliolosum (Munro ex Hook.f.) Stieber
- Panicum fontanale Swallen
- Panicum furvum Swallen
- Panicum gardneri Thwaites
- Panicum gattingeri Nash
- Panicum genuflexum Stapf
- Panicum ghiesbreghtii E.Fourn.
- Panicum gilvum Launert
- Panicum glabripes Döll
- Panicum glandulopaniculatum Renvoize
- Panicum gouinii E.Fourn.
- Panicum graciliflorum Rendle
- Panicum graniflorum Stapf
- Panicum griffonii Franch.
- Panicum gymnocarpon Elliott
- Panicum haenkeanum J.Presl
- Panicum hallii Vasey
- Panicum hanningtonii Stapf
- Panicum haplocaulos Pilg.
- Panicum havardii Vasey
- Panicum hayatae A.Camus
- Panicum hemitomon Schult.
- Panicum hillmanii Chase
- Panicum hippothrix K.Schum. ex Engl.
- Panicum hirsutum Sw.
- Panicum hirticaule J.Presl
- Panicum hirtum Lam.
- Panicum hispidifolium Swallen
- Panicum hochstetteri Steud.
- Panicum homblei Robyns
- Panicum humbertii A.Camus
- Panicum humidorum Buch.-Ham. ex Hook.f.
- Panicum humile Steud.
- Panicum hygrocharis Steud.
- Panicum ibitense A.Camus
- Panicum impeditum Launert
- Panicum inaequilatum Stapf & C.E.Hubb.
- Panicum incisum Munro ex C.B.Clarke
- Panicum incomtum Trin.
- Panicum inconspicuum Voronts.
- Panicum issongense Pilg.
- Panicum johnii S.M.Almeida
- Panicum joshuae Lambdon
- Panicum kalaharense Mez
- Panicum kasumense Renvoize
- Panicum khasianum Munro ex Hook.f.
- Panicum konaense Whitney & Hosaka
- Panicum lacustre Hitchc. & Ekman
- Panicum laetum Kunth
- Panicum laevinode Lindl.
- Panicum lanipes Mez
- Panicum larcomianum Hughes
- Panicum laticomum Nees
- Panicum latzii R.D.Webster
- Panicum lepidulum Hitchc. & Chase
- Panicum leprosulum Mez
- Panicum ligulare Nees ex Trin.
- Panicum lineale H.St.John
- Panicum linoides Steud.
- Panicum longiloreum M.M.Rahman
- Panicum longissimum (Mez) Henrard
- Panicum longivaginatum H.St.John
- Panicum luridum Hack.
- Panicum luzonense J.Presl
- Panicum lycopodioides Bory ex Nees
- Panicum madipirense Mez
- Panicum magnispicula Zuloaga, Morrone & Valls
- Panicum majusculum F.Muell. ex Benth.
- Panicum malacotrichum Steud.
- Panicum manongarivense A.Camus
- Panicum mapalense Pilg.
- Panicum massaiense Stapf
- Panicum merkeri Mez
- Panicum miliaceum L.
- Panicum millegrana Poir.
- Panicum mindanaense Merr.
- Panicum mitchellii Benth.
- Panicum mitopus K.Schum.
- Panicum mlahiense Renvoize
- Panicum mohavense Reeder
- Panicum monticola Hook.f.
- Panicum mucronulatum Mez
- Panicum muelleri (Hughes) Lazarides
- Panicum mystasipum Zuloaga & Morrone
- Panicum neobathiei A.Camus
- Panicum nephelophilum Gaudich.
- Panicum nigerense Hitchc.
- Panicum niihauense H.St.John
- Panicum notatum Retz.
- Panicum novemnerve Stapf
- Panicum nudiflorum Renvoize
- Panicum nullum (Lazarides & R.D.Webster) Zuloaga
- Panicum nymphoides Renvoize
- Panicum obseptum Trin.
- Panicum oligoadenotrichum A.Camus
- Panicum olyroides Kunth
- Panicum paianum Naik & Patunkar
- Panicum palackyanum A.Camus
- Panicum palauense Ohwi
- Panicum pampinosum Hitchc. & Chase
- Panicum pansum Rendle
- Panicum parapaurochaetium A.Camus
- Panicum parcum Hitchc. & Chase
- Panicum pauciflorum R.Br.
- Panicum paucinode Stapf
- Panicum pearsonii F.Bolus
- Panicum pedersenii Zuloaga
- Panicum peladoense Henrard
- Panicum pellitum Trin.
- Panicum perangustatum Renvoize
- Panicum perrieri A.Camus
- Panicum philadelphicum Bernh. ex Nees
- Panicum phippsii Renvoize
- Panicum phoiniclados Naik & Patunkar
- Panicum phragmitoides Stapf
- Panicum pilgeri Mez
- Panicum pilgerianum (Schweick.) Clayton
- Panicum pinifolium Chiov.
- Panicum piptopilum Steud.
- Panicum pleianthum Peter
- Panicum plenum Hitchc. & Chase
- Panicum pooides Stapf
- Panicum porphyrrhizos Steud.
- Panicum pseudoracemosum Renvoize
- Panicum pusillum Hook.f.
- Panicum quadriglume (Döll) Hitchc.
- Panicum queenslandicum Domin
- Panicum racemosum (P.Beauv.) Spreng.
- Panicum ramosius Hitchc.
- Panicum repens L.
- Panicum rigidum Balf.f.
- Panicum robynsii A.Camus
- Panicum rudgei Roem. & Schult.
- Panicum rupestre Trin.
- Panicum ruspolii Chiov.
- Panicum sancta-luciense Fish
- Panicum sarmentosum Roxb.
- Panicum schinzii Hack.
- Panicum sellowii Nees
- Panicum seminudum Domin
- Panicum shinyangense Renvoize
- Panicum silvestre Fish
- Panicum simile Domin
- Panicum simulans Smook
- Panicum smithii M.M.Rahman
- Panicum socotranum Cope
- Panicum sparsicomum Nees ex Steud.
- Panicum spergulifolium A.Camus
- Panicum spongiosum Stapf
- Panicum stapfianum Fourc.
- Panicum stevensianum Hitchc. & Chase
- Panicum stramineum Hitchc. & Chase
- Panicum subalbidum Kunth
- Panicum subflabellatum Stapf
- Panicum subhystrix A.Camus
- Panicum sublaetum Stapf
- Panicum sublaeve Swallen
- Panicum subtilissimum Renvoize
- Panicum sumatrense Roth
- Panicum taiwanense S.S.Ying
- Panicum tamaulipense F.R.Waller & Morden
- Panicum tenuifolium Hook. & Arn.
- Panicum torridum Gaudich.
- Panicum trachyrhachis Benth.
- Panicum trichanthum Nees
- Panicum trichoides Sw.
- Panicum tricholaenoides Steud.
- Panicum trichonode Launert & Renvoize
- Panicum turgidum Forssk.
- Panicum urvilleanum Kunth
- Panicum vaseyanum Scribn. ex Beal
- Panicum vatovae Chiov.
- Panicum venezuelae Hack.
- Panicum venosum Swallen
- Panicum virgatum L.
- Panicum voeltzkowii Mez
- Panicum vohitrense A.Camus
- Panicum volutans J.G.Anderson
- Panicum websteri (B.K.Simon) Zuloaga
- Panicum wiehei Renvoize
- Panicum xerophilum (Hildebr.) Hitchc.
- Panicum zambesiense Renvoize

## Usi
Panicum miliaceum (il miglio in senso stretto) viene coltivato e usato per l'alimentazione umana e degli animali. Altre specie, p.es. Panicum virgatum, vengono coltivate prevalentemente per scopi ornamentali o come foraggio. Alcune specie selvatiche vengono occasionalmente usate per l'alimentazione umana.

## Detti popolari
Il detto "seminare il panico" deriva dal nome scientifico di questa pianta.